# Tornionjoen-Muonionjoen vesistöalue
Tornionjoen-Muonionjoen vesistöalue este o arie protejată (arie specială de conservare — SAC, sit de importanță comunitară — SCI) din Finlanda întinsă pe o suprafață de 30.316 ha, integral pe uscat.

## Localizare
Centrul sitului Tornionjoen-Muonionjoen vesistöalue este situat la coordonatele 67°49′00″N 23°50′25″E / 67.8167°N 23.8403°E.

## Înființare
Situl Tornionjoen-Muonionjoen vesistöalue a fost declarat sit de importanță comunitară în mai 2002 pentru a proteja 1 specie de animale. Situl a fost protejat și ca arie specială de conservare în aprilie 2015.

## Biodiversitate
Situată în ecoregiunile alpină și boreală, aria protejată conține 3 habitate naturale: Râuri naturale fino-scandinave, Râuri de munte și vegetația erbacee de pe malurile acestora, Cursuri de apă de la nivel de câmpie la nivel montan, cu vegetație Ranunculion fluitantis și Callitricho-Batrachion.
La baza desemnării sitului se află o specie protejată de  mamifere: vidră de râu (Lutra lutra).
Pe lângă speciile protejate, pe teritoriul sitului au mai fost identificate 6 specii de pești.